# Walter Arnott
Walter Arnott (* 12. Mai 1861 in Pollokshields, Glasgow; † 18. Mai 1931 in Clarkston) war ein schottischer Fußballspieler. Der 14-fache schottische Nationalspieler gewann in seiner Vereinskarriere mit dem FC Queen’s Park viermal den nationalen Pokal. Er gilt als einer der alten Größen des schottischen Fußballs, während der viktorianischen Zeit.

## Karriere
Walter Arnott wurde im Glasgower Stadtteil Pollokshields geboren. Im Jahr 1882 kam er von Pollokshields Athletic zum FC Queen’s Park und blieb dort bis 1893 im Klub aus Glasgow. In den Jahren 1884, 1886, 1890 und 1893 gewann er mit Queen’s Park den schottischen Pokal. Nach 1893 spielte Arnott gelegentlich als Gastspieler bei anderen Vereinen. Darunter befanden sich Corinthian FC, Newcastle West End, Linfield FC, FC St. Bernard’s, Celtic Glasgow und Notts County.
Zwischen 1883 und 1893 lief er 14-mal für die schottische Nationalmannschaft auf.